# Stroma (mykologie)

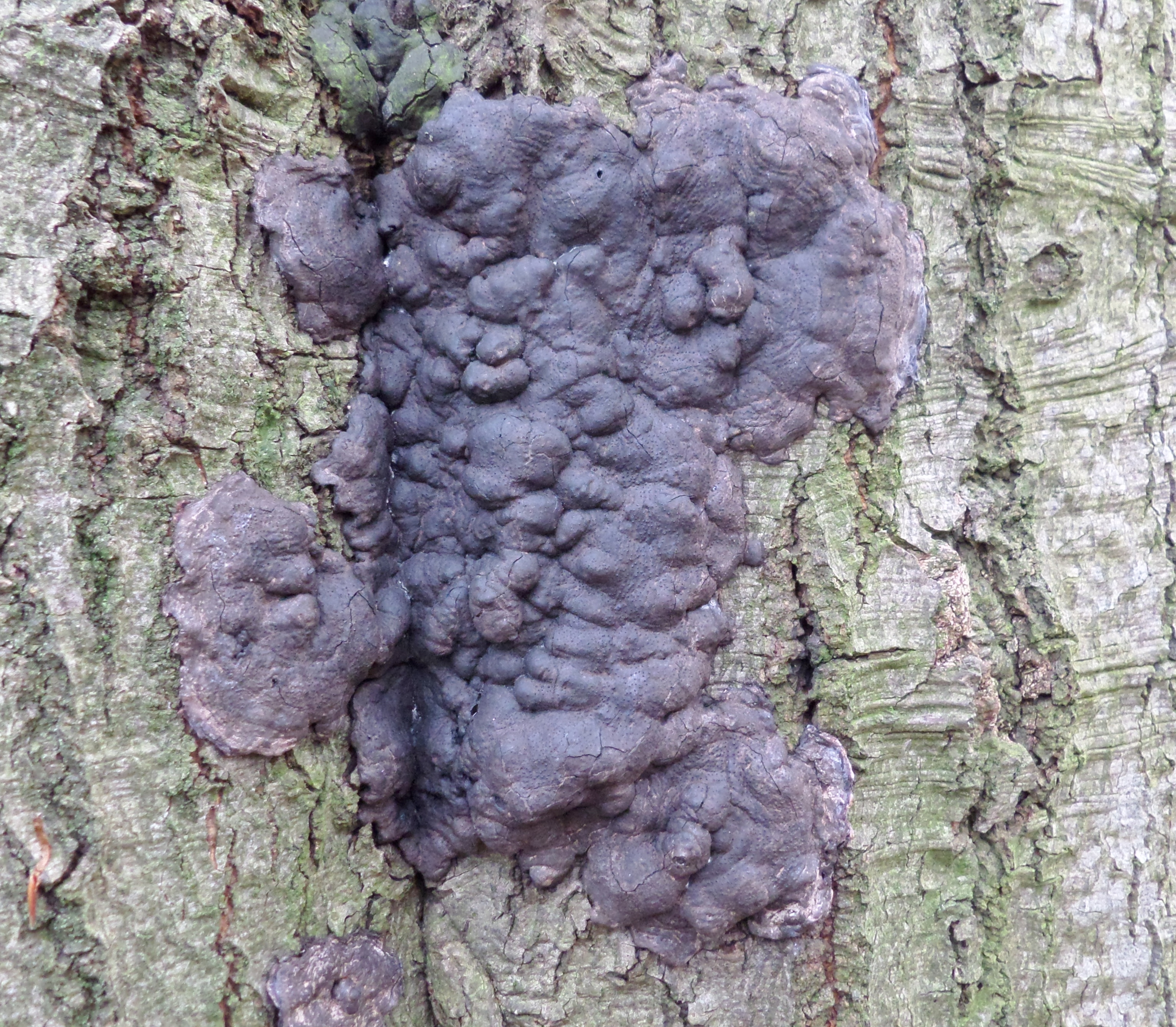
Stromata spálenky skořepaté

Stroma (mn. č. stromata) je makroskopický útvar, který tvoří některé druhy vyšších hub. Jde o kompaktní a různě tvarovaný shluk houbových vláken (hyf), jehož vnitřní stavba je tvořena nepravým pletivem (plektenchym). Hyfy mohou být svými stěnami srostlé, pak na příčném řezu vypadají tyto buňky jako plus minus kruhovité. V takovém případě jde o nepravé pletivo zvané pseudoparenchym.
Stromata mohou být rozlitá, tenká a tvrdá (korovitá), dužnatě měkká nebo tuhá a vzpřímená (kyjovitá i větvená, se třeněm). Nejčastěji bývají tvrdá a tmavě zbarvená, mohou ale být i měkká a světle zbarvená.
Stroma obsahuje zanořené nebo povrchové plodnice, které jsou nejčastěji typu perithecium. Jejich ústí vytvářejí na povrchu stromat tečky či bradavky. Ve stromatech některých druhů hub se mohou tvořit i konidie (nepohlavní výtrusy). Druhy hub, jejichž stromata nebo perithecia jsou tvrdá, patří mezi pyrenomycety (tvrdohouby).
Jako pseudostromata jsou označované útvary, které obsahují části pletiva hostitele nebo substrátu. Tvoří je některé parazitické nebo lignikoloní druhy.

## Příklady

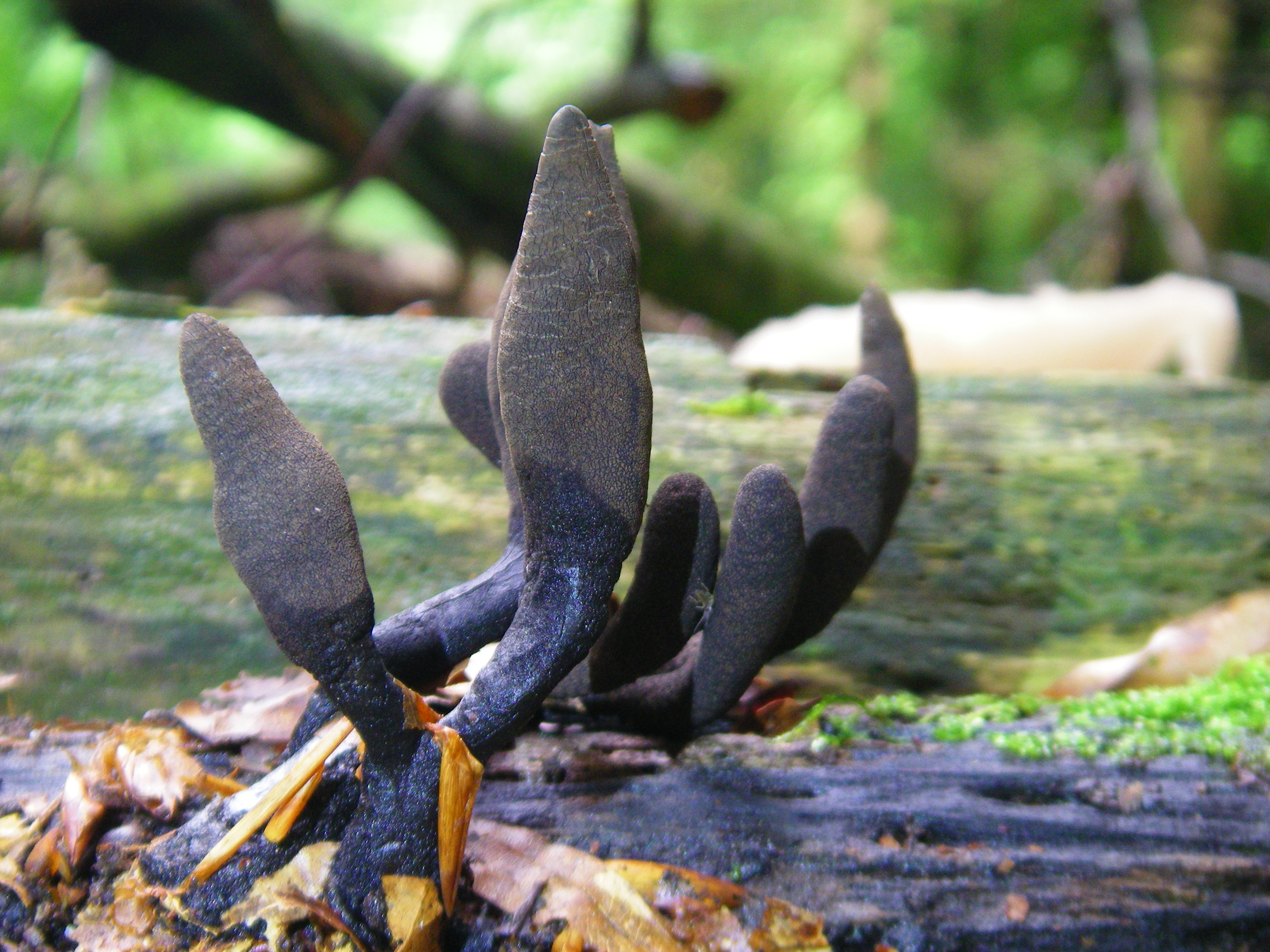
kyjovitá stromata dřevnatky mnohotvárné
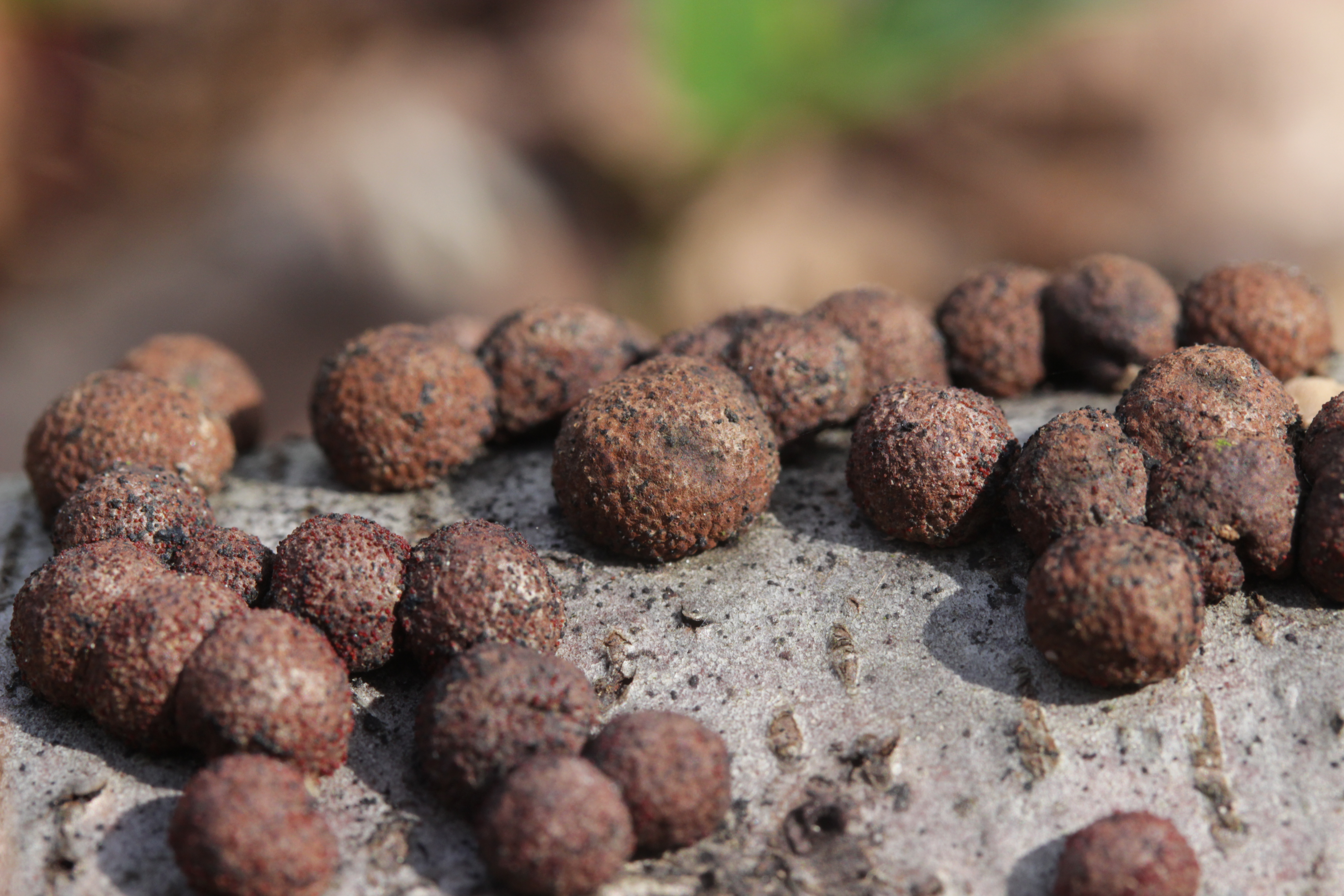
polokulovitá stromata dřevomoru červeného
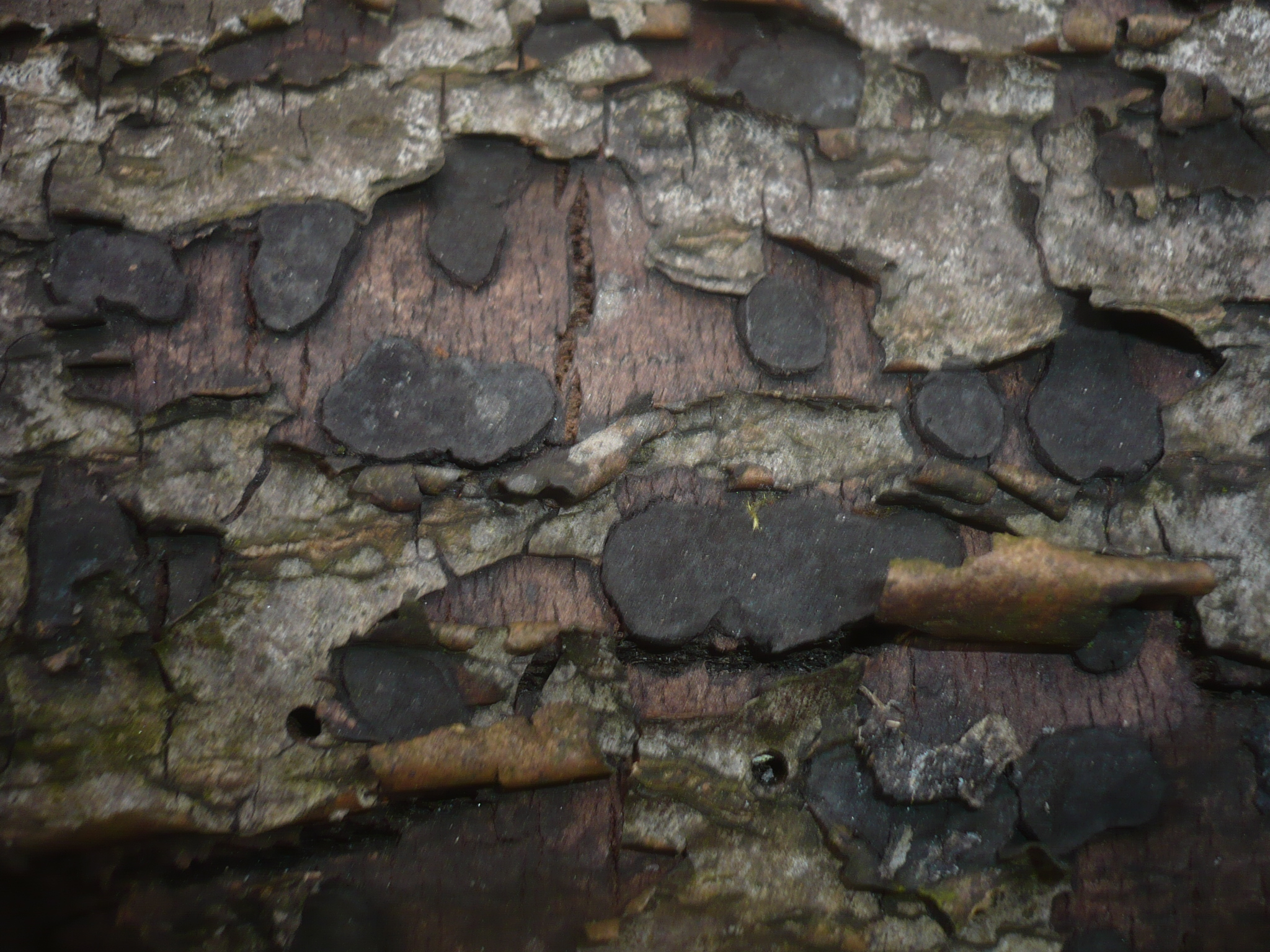
ploše miskovitá stromata káčovky střemchové
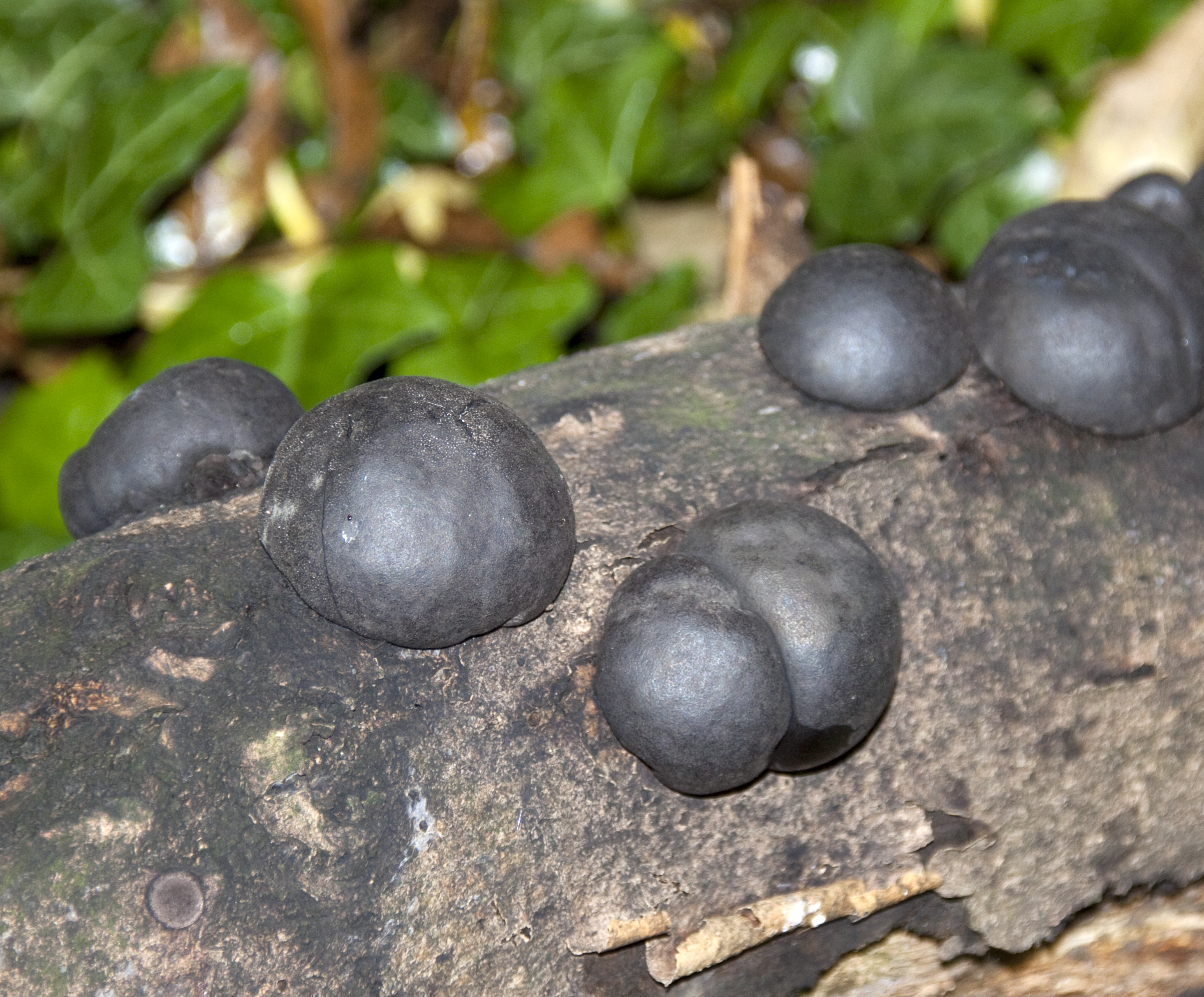
hlízovitá stromata sazovky kruhaté
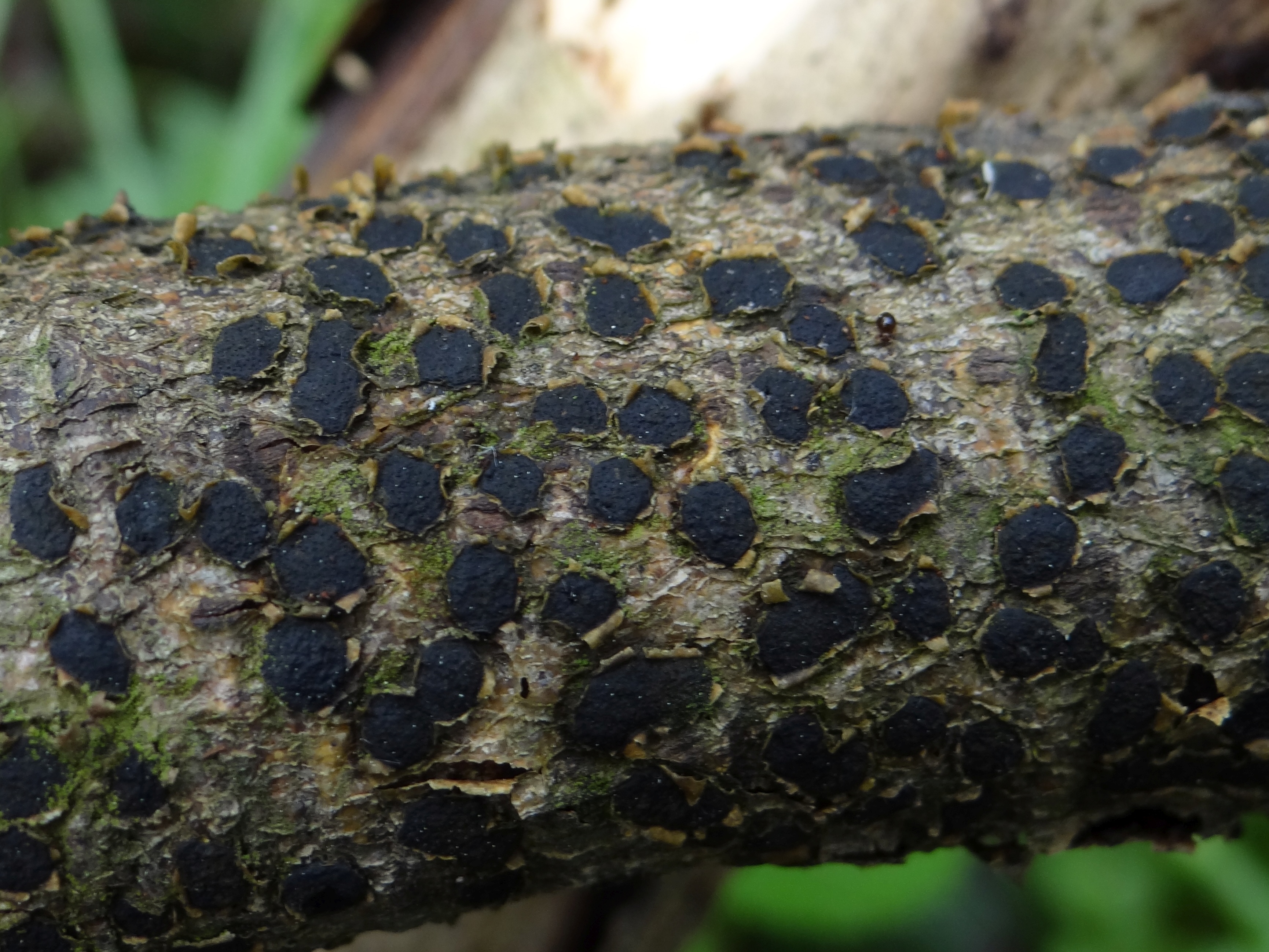
okrouhle terčovitá stromata korovitky terčovité